# Christian Ehrenfried Bock
Christian Ehrenfried Bock († 18. November 1750) war ein leitender kursächsischer Beamter. Er war Amtmann des sächsischen Kreisamtes Schwarzenberg.

## Leben
Der aus Grimma stammende Bock besuchte ab 1691 die Fürstenschule Grimma und ab 1696 die Universität Leipzig. Im Jahr 1700 wurde er zunächst Advokat. Er trat in den Dienst der Wettiner und wurde 1714 in Schwarzenberg/Erzgeb. Amtmann. 1723 erhielt er den Titel eines kurfürstlichen Kommissionsrates verliehen.